# Pendolario
Bartolomé Scarión de Pavía, en su excelente Diccionario Militar (1598) emplea la palabra pendolario aplicada a los escribientes de los oficiales mayores del sueldo como entonces llamaban a los oficiales que administraban la Hacienda militar. 
Dichos oficiales y sus escribientes o pendolarios debían ser poco respetados por los soldados de aquellos tiempos del ejército español, cuando Sacrión dice lo siguiente: "Los dichos oficiales del sueldo han de asistir adonde la persona del capitán general estuviere; y así ellos coo sus pendolarios deben ser blandos, sufridos y liberales en despachar con ellos; porque los soldados no pierdan tiempo en servir á sus obligaciones y ellos no les pierdan respeto por no despacharlos: que cerca de esto acontece á las veces inconvenientes por causa de ellos  y por el poco sufrimiento de los soldados, los cuales deben tratar bien a los oficiales del sueldo, so pena de castigo conforme a la mannera del delito."
Hay que advertir que en la misma época que Scarión escribía, otro autor tan notable como Carlos de Coloma llamaba de otro modo a los oficiales del sueldo: "Hacia la fin de Enero pasó el cardenal á Amberes a buscar dineros con que pagar á los amotinados, para seguridad y sosiego de los cuales y para fenecer las cuentas á los del castillo, habían entrado en él el maestre de campo Juan Tejada y los oficiales de la pluma desde principios año." (Guerras de Flandes)
- El contenido de este artículo incorpora material del tomo 43 de la Enciclopedia Universal Ilustrada Europeo-Americana (Espasa), cuya publicación fue anterior a 1945, por lo que se encuentra en el dominio público.

- Datos: Q6071232